# وینرت (تگزاس)
وینرت، تگزاس (به انگلیسی: Weinert, Texas) یک شهر در ایالات متحده آمریکا با جمعیت ۱۷۷ نفر است که در تگزاس واقع شده‌است.

## موقعیت جغرافیایی
موقعیت جغرافیایی شهرها و مناطق اطراف به شرح زیر است: